# 仲川輝人
仲川 輝人（なかがわ てるひと、1992年7月27日 - ）は、神奈川県川崎市川崎区出身のプロサッカー選手。Jリーグ・FC東京所属。ポジションはフォワード（ウインガー、センターフォワード）、ミッドフィールダー（サイドハーフ）。元日本代表。
2019年のJ1リーグの得点王（15得点）、MVP受賞者。

## 来歴

### プロ入り前
川崎フロンターレのアカデミー出身。トップチーム昇格は果たせず、2011年に専修大学に進学。
2013年、3年次に関東大学1部リーグ得点王を獲得。ユニバーシアード代表にも選出されるなど大学No.1とも評されていたが、2014年10月19日、試合中に右膝前十字靭帯および内側側副靱帯断裂、右膝半月板損傷という大けがを負う。
同大学の二学年先輩に鈴木雄也、一学年先輩に長澤和輝・下田北斗、同期に北爪健吾、一学年後輩に福島春樹らがいる。
長期間プレーできない状態であったにも関わらず獲得オファーを提示した横浜F・マリノスへの2015シーズンからの加入が内定。

### 横浜F・マリノス
10ヶ月にも及ぶリハビリを乗り越え、2015年9月6日、天皇杯2回戦のMIOびわこ滋賀戦でプロ初出場。9月12日、J1リーグ・2ndステージ第10節のアルビレックス新潟戦でリーグ戦初出場を果たした。
2016年5月25日、ナビスコカップGL第6節の新潟戦でプロ初ゴールを記録した。同年9月6日、FC町田ゼルビアへの育成型期限付き移籍が発表された。町田ではリーグ戦12試合3ゴールを記録。
2017年、横浜FMへ復帰したが、リーグ戦出場はなく7月24日にアビスパ福岡への期限付き移籍が発表された。福岡ではリーグ戦18試合無得点だったが、J1昇格プレーオフ決勝で先発するなど経験を積んだ。
2018年、横浜FMに再復帰。序盤はベンチ外が続いたが、5月2日のJ1第12節・ジュビロ磐田戦でJ1初ゴールを決めるとそれ以降から出場機会が増加。5月19日、J1第15節のV・ファーレン長崎戦ではプロ入り初となる1試合2ゴールを決めた。9月29日、J1第28節のベガルタ仙台戦では、ハーフウェイライン付近からドリブルを仕掛け、相手DFを股抜きでかわしてゴール。9月度の月間ベストゴールに選出されるなど、残留争いに巻き込まれたチームの中で存在感を発揮。この年はリーグ戦自己最多の24試合9ゴールを記録した。
2019年、5月3日のJ1第10節のサンフレッチェ広島戦でJ1において令和初ゴールを決めた。この年は前年からの好調を維持し、年間通して高いパフォーマンスを発揮。リーグ戦で33試合15ゴール9アシストを記録し、チームの15年ぶり4度目のリーグ優勝の立役者となった。仲川個人は得点王とMVP、ベストイレブンを獲得した。なおチームメイトであるマルコス・ジュニオールも15ゴールを決め得点王となっており、同一チームから2人の得点王輩出はJリーグ史上初の事例となった。
2020年、2月19日のACLGS第2節のシドニーFC戦で2ゴールを挙げて、AFC第2節のベストプレーヤーに選出された。8月26日、J1第29節の北海道コンサドーレ札幌戦でリーグ戦今季初ゴールを挙げた が、自身の怪我の影響もあり、リーグ戦18試合2ゴール6アシストに終わる。
2021年7月にヴィッセル神戸からオファーを受けるもチームに残留。
2022年は2月19日、J1開幕戦のセレッソ大阪戦で同点ゴールを挙げると、続く2月23日のJ1第9節・川崎戦では2ゴールを決めチームの今季初勝利に貢献し、好スタートを切った。リーグ戦31試合に出場。先発出場は怪我や同じウイングの水沼宏太、エウベルらの台頭もあって15試合に留まり苦しんだものの、11月5日に行われたJ1最終節の神戸戦では、途中出場後にチームの優勝を引き寄せる3点目を挙げた。最終的にはリーグ戦7ゴール6アシストを記録し、3年ぶり5度目の優勝に貢献した。

### FC東京
2022年11月28日、2023年からFC東京へ完全移籍で加入することが発表された。

### 日本代表
2019年12月、EAFF E-1サッカー選手権2019に出場する日本代表に初選出され、同月14日の香港戦で初出場。

## 人物・エピソード
- 2019年、横浜FMのトップパートナーである日産自動車にちなみ、背番号を19から23（日産→にっ・さん）へ変更[24]。
- 日産・GT-Rの大ファン。自身のSNSなどでも度々GT-Rに関する投稿をしており、2019シーズン終了後の「23得点に絡むことが出来たので、日産自動車さんどうかGT-Rを…ご検討お願いします笑」という仲川のツイートがきっかけとなり[25]、2020年1月11日に開催された横浜FMの新体制発表会において、昨季の得点王とMVP獲得の活躍を讃える意味も込められ、生産元の日産自動車よりGT-Rが贈呈された[26]。
- 2023年に移籍したFC東京では、オフィシャルスポンサーで経営元のMIXI（ミクシィ）とサンキューにちなみ、背番号39を選択[27]。
- 2019年12月8日に行われたJリーグアウォーズでMVPと得点王を受賞するも、前述のE-1サッカー選手権の代表に選出され韓国にいたため、会場と中継を繋いでの参加となった[28]。
- ルーティンが異常に多いことで知られ「オレンジジュースを飲む」「体毛を剃る」「手首にテーピングを巻く」「アゲアゲ系の曲を聴く」など合計で10個を超えるという。そのため、試合前の円陣に遅れることがとても多い[29]。

## 所属クラブ
- 川崎フロンターレスクール（川崎市立新町小学校）（新町ジュニアーズ）
- 2005年 - 2007年 川崎フロンターレU-15（川崎市立渡田中学校）
- 2008年 - 2010年 川崎フロンターレU-18（日本体育大学荏原高等学校）
- 2011年 - 2014年 専修大学
- 2015年 - 2022年  横浜F・マリノス
  - 2016年9月 - 同年12月  FC町田ゼルビア（期限付き移籍）
  - 2017年7月 - 同年12月  アビスパ福岡（期限付き移籍）
- 2023年 -  FC東京

## 個人成績
| 国内大会個人成績 | 国内大会個人成績 | 国内大会個人成績 | 国内大会個人成績 | 国内大会個人成績 | 国内大会個人成績 | 国内大会個人成績 | 国内大会個人成績 | 国内大会個人成績 | 国内大会個人成績 | 国内大会個人成績 | 国内大会個人成績 |
| 年度             | クラブ           | 背番号           | リーグ           | リーグ戦         | リーグ戦         | リーグ杯         | リーグ杯         | オープン杯       | オープン杯       | 期間通算         | 期間通算         |
| 年度             | クラブ           | 背番号           | リーグ           | 出場             | 得点             | 出場             | 得点             | 出場             | 得点             | 出場             | 得点             |
| 日本             | 日本             | 日本             | 日本             | リーグ戦         | リーグ戦         | リーグ杯         | リーグ杯         | 天皇杯           | 天皇杯           | 期間通算         | 期間通算         |
| ---------------- | ---------------- | ---------------- | ---------------- | ---------------- | ---------------- | ---------------- | ---------------- | ---------------- | ---------------- | ---------------- | ---------------- |
| 2015             | 横浜FM           | 19               | J1               | 2                | 0                | 0                | 0                | 1                | 0                | 3                | 0                |
| 2016             | 横浜FM           | 19               | J1               | 4                | 0                | 5                | 1                | -                | -                | 9                | 1                |
| 2016             | 町田             | 25               | J2               | 12               | 3                | -                | -                | -                | -                | 12               | 3                |
| 2017             | 横浜FM           | 19               | J1               | 0                | 0                | 4                | 1                | 0                | 0                | 4                | 1                |
| 2017             | 福岡             | 24               | J2               | 18               | 0                | -                | -                | -                | -                | 18               | 0                |
| 2018             | 横浜FM           | 19               | J1               | 24               | 9                | 10               | 4                | 3                | 0                | 37               | 13               |
| 2019             | 横浜FM           | 23               | J1               | 33               | 15               | 2                | 0                | 1                | 0                | 36               | 15               |
| 2020             | 横浜FM           | 23               | J1               | 18               | 2                | 1                | 0                | -                | -                | 19               | 2                |
| 2021             | 横浜FM           | 23               | J1               | 28               | 2                | 5                | 4                | 0                | 0                | 33               | 6                |
| 2022             | 横浜FM           | 23               | J1               | 31               | 7                | 0                | 0                | 1                | 0                | 32               | 7                |
| 2023             | FC東京           | 39               | J1               | 27               | 4                | 3                | 1                | -                | -                | 30               | 5                |
| 2024             | FC東京           | 39               | J1               | 34               | 6                | 3                | 0                | 1                | 0                | 38               | 6                |
| 2025             | FC東京           | 39               | J1               |                  |                  |                  |                  |                  |                  |                  |                  |
| 通算             | 日本             | 日本             | J1               | 201              | 45               | 33               | 11               | 7                | 0                | 241              | 56               |
| 通算             | 日本             | 日本             | J2               | 30               | 3                | -                | -                | 0                | 0                | 30               | 3                |
| 総通算           | 総通算           | 総通算           | 総通算           | 231              | 48               | 33               | 11               | 7                | 0                | 271              | 59               |

太字はリーグ最多
その他の公式戦
- 2017年
  - J1昇格プレーオフ 2試合0得点
- 2020年
  - FUJI XEROX SUPER CUP 1試合0得点

| 国際大会個人成績 | 国際大会個人成績 | 国際大会個人成績 | 国際大会個人成績 | 国際大会個人成績 |
| 年度             | クラブ           | 背番号           | 出場             | 得点             |
| AFC              | AFC              | AFC              | ACL              | ACL              |
| ---------------- | ---------------- | ---------------- | ---------------- | ---------------- |
| 2020             | 横浜FM           | 23               | 6                | 3                |
| 2022             | 横浜FM           | 23               | 6                | 0                |
| 通算             | AFC              | AFC              | 12               | 3                |

出場歴
- Jリーグ初出場 - 2015年9月12日 J1 2ndステージ第10節 アルビレックス新潟戦 (デンカビッグスワンスタジアム)
- Jリーグ初得点 - 2016年9月18日 J2第32節 ツエーゲン金沢戦 (石川県西部緑地公園陸上競技場)

## タイトル

### クラブ
横浜F・マリノス
- J1リーグ：2回（2019年, 2022年）

### 個人
- Jリーグ・最優秀選手賞：1回（2019年）
- Jリーグベストイレブン：1回（2019年）
- J1リーグ・得点王：1回（2019年）
- J1リーグ・月間MVP：1回（2019年10月）[30]
- J1リーグ・月間ベストゴール：1回（2018年9月）
- 関東大学サッカーリーグ戦・得点王（2013年）

## 選抜・代表歴

### 出場大会
- 全日本大学選抜
  - デンソーカップサッカー（2012年 - 2014年）
- 日本代表
  - 2019年 - EAFF E-1サッカー選手権2019

### 試合数
- 国際Aマッチ 2試合 0得点（2019年）

| 日本代表 | 国際Aマッチ | 国際Aマッチ |
| 年       | 出場        | 得点        |
| -------- | ----------- | ----------- |
| 2019     | 2           | 0           |
| 通算     | 2           | 0           |

### 出場
| No. | 開催日         | 開催都市 | スタジアム           | 対戦国 | 結果 | 監督   | 大会                       |
| --- | -------------- | -------- | -------------------- | ------ | ---- | ------ | -------------------------- |
| 1.  | 2019年12月14日 | 釜山     | 九徳総合運動場       | 香港   | ○5-0 | 森保一 | EAFF E-1サッカー選手権2019 |
| 2.  | 2019年12月18日 | 釜山     | 釜山アジアド主競技場 | 韓国   | ●0-1 | 森保一 | EAFF E-1サッカー選手権2019 |